# Bernardo Muñoz
Bernardo Muñoz y Castillo (Lima, 1805-ib. 1892) fue un abogado, magistrado y político peruano. Ministro de Justicia, Instrucción, Culto y Beneficencia (1863 y 1868) y presidente de la Corte Suprema (1868-69 y 1873-75).

## Biografía
Estudió en el Seminario de Lima y en el Convictorio de San Carlos. En 1831 se recibió de abogado y al año siguiente fue admitido en el Colegio de Abogados de Lima.
En 1833 inició su carrera en la magistratura como relator sustituto de la Corte Superior de Justicia de Lima. En 1836 fue nombrado juez de la provincia de Jauja, y en 1839 juez titular de primera instancia de las provincias de Lima, Huarochirí y Canta.
En 1841 era vocal interino de la Corte Superior de Lima y en 1855 pasó a ser vocal propietario. En 1856 y 1857 presidió dicha Corte.
Durante el primer gobierno interino del general Pedro Diez Canseco fue nombrado ministro de Justicia, Instrucción, Culto y Beneficencia (1863).
En 1864 fue nombrado vocal propietario de la Corte Suprema, al quedar vacante por el fallecimiento de Luciano María Cano. Ocupó la presidencia de ese alto tribunal, en dos periodos: de 13 de enero de 1868 a 7 de enero de 1869; y de 7 de enero de 1873 a 30 de marzo de 1875.

Durante el tercer gobierno interino del general Pedro Diez Canseco fue nuevamente ministro de Justicia, Instrucción, Culto y Beneficencia (1868).
Cuando los consignatarios del guano presentaron un recurso a la Corte Suprema en contra del Contrato Dreyfus, acusando al gobierno de despojo, Muñoz fue uno de tres vocales supremos que votaron dándole la razón a aquellos; los otros dos fueron de Juan Antonio Ribeyro y Blas José Alzamora. Mientras que los que discreparon fueron José Luis Gómez Sánchez y Gervasio Álvarez (26 de noviembre de 1869). Se dice que rechazó un ofrecimiento de cien mil soles por su voto.
Fue, además, miembro del Tribunal Mayor de Cuentas y de la Sociedad de Beneficencia Pública de Lima, y uno de los fundadores del Club Literario de Lima, antecesor del Ateneo de Lima.